# Patrick Lachaert
Patrick Omer Hélène Lachaert (Gent, 28 mei 1948 – Merelbeke, 19 augustus 2012) was een Belgisch politicus en advocaat.

## Levensloop
In 1971 studeerde Lachaert af als doctor in de rechten en licentiaat in het notariaat aan de Rijksuniversiteit Gent. Hij werkte van 1971 tot aan zijn overlijden in 2012 als advocaat.
Hij werd politiek actief voor de toenmalige liberale partij PVV en opvolgers VLD en Open Vld. Van 1977 tot 2010 was hij voorzitter van de lokale afdeling van de liberalen in Merelbeke, waar hij in oktober 1976 werd verkozen tot gemeenteraadslid. Lachaert was ook driemaal schepen van de gemeente: van 1977 tot 1982, van 1989 tot 1994 en ten slotte van 2001 tot 2003. Nadien was hij tot aan zijn dood fractievoorzitter in de gemeenteraad.
Bij de eerste rechtstreekse verkiezingen voor het Vlaams Parlement van 21 mei 1995 werd hij verkozen in de kieskring Gent-Eeklo. Ook na de volgende Vlaamse verkiezingen van 13 juni 1999 en 13 juni 2004 bleef hij Vlaams volksvertegenwoordiger tot juni 2009. Als parlementslid was hij van 1995 tot 1999 lid van de commissie Ruimtelijke Ordening, Openbare Werken en Vervoer, van 1999 tot 2004 lid van de commissie Openbare Werken, Mobiliteit en Energie, van 1999 tot 2004 secretaris van de commissie Leefmilieu, Natuurbehoud en Ruimtelijke Ordening en van 2004 tot 2009 voorzitter van de commissie Leefmilieu en Natuur, Landbouw, Visserij en Plattelandsbeleid en Ruimtelijke Ordening en Onroerend Erfgoed. Vanaf 15 juli 2009 mocht hij zich ere-Vlaams volksvertegenwoordiger noemen. Die eretitel werd hem toegekend door het Bureau (dagelijks bestuur) van het Vlaams Parlement.
Hij overleed aan kanker. Zijn zoon, Egbert Lachaert, is eveneens actief in Vlaamse liberale kringen en was van 2020 tot 2023 nationaal voorzitter van Open Vld.